# How I Kill (singel)
How I Kill är en singel av Ola Salo som släpptes den 11 mars 2015.
Låten är från Salo's debutsoloskiva som släpptes den 20 maj 2015.